# Demcenkove, Seredîna-Buda
Demcenkove (în ucraineană Демченкове) este un sat în comuna Romașkove din raionul Seredîna-Buda, regiunea Sumî, Ucraina.

## Demografie
Componența lingvistică a localității Demcenkove
     Rusă (100%)
Conform recensământului din 2001, toată populația localității Demcenkove era vorbitoare de rusă (100%).